# Трио Маренич
Три́о Маре́нич (укр. Тріо Маренич) — советский и украинский музыкальный коллектив, исполнявший песни в народном стиле в основном на украинском языке. В репертуаре группы были как народные песни, так и авторские песни, в том числе и собственного сочинения. Многие из народных песен были аранжированы участниками группы, в основном Антониной Маренич. Наибольшую популярность группа приобрела в СССР в конце 1970-х—1980-х годах. Группа распалась в 2004 году. В настоящее время[когда?] Валерий и Антонина выступают и записывают альбомы порознь. Состав: Валерий Маренич, Антонина Маренич (Сухорукова), Светлана Сухорукова. Антонина — сестра Светланы и жена Валерия. 
В 2003 году всем участникам коллектива было присвоение звание народных артистов Украины.

## История
Валерий Маренич родом из Кривого Рога. Антонина и Светлана Сухоруковы родились и выросли в городе Куйбышеве (ныне — Самара). Антонина, единственная из всего коллектива имеющая высшее музыкальное образование, начинала певческую карьеру в московском эстрадном оркестре Юрия Саульского. В 1971 году вдвоём с Валерием Мареничем они организовали певческий дуэт, куда впоследствии подключили и сестру Антонины, Светлану. Жили участники группы втроём в однокомнатной квартире в Луцке. В 1971 году группа заняла первое место на смотре ВИА в Харькове.
Впервые на телеэкраны Украины «Трио Маренич» попали в 1978 году и очень быстро завоевали популярность сначала в Украине, а потом и во всём Советском Союзе. С этого времени в репертуаре группы остались только украиноязычные песни «Сиджу я край віконечка», «Посилала мене мати», «Ой, у гаю при Дунаю», «Несе Галя воду», «Ой, під вишнею…», «Тиша навкруги», «Чом ти не прийшов?» и другие. В 1979 году фирма «Мелодия» записала их первую долгоиграющую пластинку, а «Укртелефильм» сделал её телеверсию. Участникам группы присвоили звания Заслуженных артистов Украинской ССР.
Последовавший спад популярности группы, исчезновение из теле- и радиоэфиров объясняют возникшими разногласиями участников группы с чиновниками Министерства культуры УССР, которые запретили трио выступать за пределами Волынской области. Среди причин этого разногласия называют отказ группы давать концерты на стадионах, исполнять советские патриотические песни, попытки исполнять песни сечевых стрельцов. Так или иначе, о группе практически не было слышно вплоть до 1994 года, когда «Трио Маренич» дали большой концерт в киевском дворце «Украина». С тех пор трио выпустило несколько дисков своих старых и новых песен, а в конце 2004 года распалось. Валерий Маренич иногда выступает сольно, выпустил диски «Пісні Волинських авторів» и «Ген, на узліссі хрест мовчить». Антонина также выступает сама, привлекая к своей концертной деятельности сестру Светлану.

## Состав
- Валерий Маренич — вокал, гитара, бонги. Родился 1 января 1946 года в Кривом Роге.
- Антонина Маренич — вокал, маракасы, гармоника, бубен, бас-гитара. Родилась 17 марта 1950 года в Куйбышеве.
- Светлана Сухорукова — вокал, бубен, гармоника. Родилась 1 марта 1956 года в Куйбышеве. В настоящее время[когда?] живёт в Италии.

## Альбомы
- 1979 — Співає Тріо Маренич (пластинка);
- 1998 — Три тополі;
- 2000 — Ой, під вишнею;
- 2003 — Співає Тріо Маренич;
- 2004 — Краще;
- 2005 — Пісні волинських авторів (Валерій Маренич);
- 2006 — Ой, під вишнею (Співає Тріо Маренич);
- 2006 — Три тополі (Співає Тріо Маренич).